# Isole Walrus e Kritskoi
Le isole Walrus e Kritskoi sono un piccolo gruppo di isole nel mare di Bering vicino alla costa dell'Alaska, Stati Uniti. Fanno parte di un altro gruppo di piccole isole costiere chiamate isole Kudobin. Si trovano vicino alla laguna Nelson e al centro abitato di Nelson Lagoon, lungo la costa della penisola di Alaska, nella parte meridionale della baia di Bristol

## Walrus
Walrus è l'isola maggiore, lunga 23,5 km e larga 3 km. L'isola è completamente piatta, con solo 1 m s.l.m. Rinominata nel 1882, era stata precedentemente chiamata Volchie dal capitano Litke (nel 1836, da volk, "lupo" in russo).
L'isola non devono essere confusa con le omonime isole Walrus che si trovano vicino alla costa settentrionale della baia di Bristol (18 km a est dell'isola Hagemeister), o con la piccola Walrus che fa parte del gruppo delle isole Pribilof.

## Kritskoi
Si trova 26 km ad ovest del villaggio di Port Moller (56°01′19″N 160°59′16″W). È lunga 3,3 km e ha un'altitudine di 4 m s.l.m. Così denominata dal capitano Litke (1836) della Marina imperiale russa.